# زنو دباس
زنو دباس (انگلیسی: Zeno Debast؛ زادهٔ ۲۴ اکتبر ۲۰۰۳) بازیکن فوتبال است.
وی همچنین در تیم‌های ملی فوتبال زیر ۱۷ سال بلژیک، زیر ۱۷ سال بلژیک و بلژیک بازی کرده‌است.